# Персонажи Роберта Говарда
Список литературных персонажей, созданных американским писателем Робертом Ирвином Говардом (1906-1936).
| Содержание:                                                   |                     |
| А Б В Г Д Е Ё Ж З И Й К Л М Н О П Р С Т У Ф Х Ц Ч Ш Щ Ы Э Ю Я |                     |
|                                                               | Ссылки — Примечания |

## А

### Акиваша
Основная статья: Акиваша

### Амальрус
- Амальрус — король Офира. Упоминается в рассказах из цикла о Конане-варваре: «Алая Цитадель» (1932).

### Ам-ра
Основная статья: Ам-ра
- Ам-ра (англ. Am-ra) — персонаж, созданный Говардом для ранних рассказов о жителях каменного века, а позже фигурирующий в произведениях из цикла о Турийской эре. Стал прототипом для Кулла. Основные произведения: «Ам-ра из племени Та-ан» (1926).

### Арт, Кормак мак
Основная статья: Кормак мак Арт (Говард)
- Кормак мак Арт (англ. Cormac Mac Art, ирл. Cormac mac Airt) — легендарный верховный король Ирландии III века[1]. Сын Арта Одинокого. Выступает в качестве главного и второстепенного персонажа в рассказах  Роберта Говарда[2] «Ночь волка», «Тигры морей», «Мерзкое святилище», «Мечи Северного моря» и «Короли Ночи» где он плечом к плечу с королём Валузии Куллом и королём  пиктов Браном Мак Морном защищает Британию от римлян.

### Арьяра
- Арьяра (англ. Aryara) — древнекельтский воин из племени Народ Мечей. Воплощение современного американца Джона О'Доннела в древней Британии. Упоминается в рассказе «Дети ночи» (1931).

## Б

### Багадур, Селим
- Селим Багадур (англ. Selim Bahadur) — турецкий военачальник и летописец. Убит войсками графа Бориса Владинова в 1526 году, во время осады замка Шомвааль. Упоминается в рассказе «Чёрный камень» (1931).

### Бальфус
- Бальфус (также Бальт) — переселенец туранского происхождения. Фигурирует в рассказе из цикла о Конане-варваре «За Чёрной рекой» (1935).

### Бакнер, Кирби
- Кирби Бакнер — шериф захолустного округа в штате Луизиана, персонаж рассказов «Чёрный Канаан» (1934) и  «Голуби преисподней» (1934).

### Белит
Основная статья: Белит
- Белит — шемитская предводительница чернокожих пиратов, возлюбленная Конана. Фигурирует в рассказах из цикла о Конане-варваре: «Королева чёрного побережья» (1933).

### Бендер, Стив
Основная статья: Бендер, Мак-Грю и Уэйл

### Бирфилд, Пайк
Основная статья: Пайк Бирфилд

### Блассенвиль, Селия
- Селия Блассенвиль — старшая родственница Элизабет Блассенвиль, родом из Вест-Индии, персонаж рассказа «Голуби преисподней» (1934). Совершила вудуистский ритуал инициации, впоследствии превращена в зувемби собственной служанкой Джоан. Умертвила трёх сестёр Элизабет Блассенвиль, зарубила топором английского туриста Джона Брэйнера и была убита шерифом Баннером при попытке нападения на Грисвелла.

### Блассенвиль, Элизабет
- Элизабет Блассенвиль — владелица поместья, младшая из четырёх сестёр, последняя представительница рода Блассенвилей, персонаж рассказа «Голуби преисподней» (1934).

### Блэйн, Р. Дж.
- Р. Дж. Блейн — персонаж рассказа «Мёртвые мстят» (1936). Перекупщик скота в Додж-Сити.

### Брайдуолл
- Брайдуолл (англ. Bridewall) — вымышленный лондонский книгоиздатель. Выпустил первое английское издание «Unaussprechlichen Kulten» в 1845 году. Упоминается в ряде рассказов из межавторского цикла «Мифы Ктулху". Присутствует в рассказах: «Дети ночи» (1931), «Чёрный камень» (1931), «Тварь на крыше» (1932).

### Брэйнер, Джон
- Джон Брэйнер — турист из Новой Англии, персонаж рассказа «Голуби преисподней» (1934). Был убит женщиной-зувемби в луизианском заброшенном особняке рода Блассенвилей.

### Брулер, Хендрик
- Хендрик Брулер (англ. Hendryk Brooler) — американский профессор антропологии. Второстепенный персонаж, упоминаемый в рассказах, относящихся к «Мифам Ктулху»: «Дети ночи» (1931) и «Ночной похититель» (1932).

## В

### Валаннус
- Валаннус (также Валанн) — комендант форта Велитриум из цикла рассказов о Конане-варваре. Упоминается в рассказах: «По ту сторону Чёрной реки» (1935).

### Васкес, Диего
- Диего Васкес (англ. Diego Vazquez) — вымышленный художник-иллюстратор, автор иллюстраций для издания «Unaussprechlichen Kulten» 1909 года нью-йоркского издательства Golden Goblin Press. Упоминается в рассказе Роберта Говарда «Тварь на крыше» (1932).

### Владинов, Борис
- Борис Владинов (англ. Boris Vladinoff) — вымышленный польско-венгерский рыцарь, граф. Погиб в 1526 году, во время турецкой осады замка Шомвааль. Упоминается в рассказе «Чёрный камень» (1931).

### Вулми, Теренс
- Теренс Вулми (англ. Terence Vulmea, известен также как Чёрный Вулми) — ирландский пират Карибского моря, капитан корабля. Фигурирует в ряде рассказов: «Месть Чёрного Вулми», «Мечи красного братства».

## Г

### Гордон, Джеймс А.
- Джеймс А. Гордон (англ. John Grimlan) — (1850?-1877) главный герой рассказа «Мёртвые мстят» (1936), техасский ковбой, проклятый ведьмой вуду мулаткой Изабель.

### Гордон, Вильям Л.
- Вильям Л. Гордон (англ. John Grimlan) — (1850?-1900?) упоминаемый персонаж рассказа «Мёртвые мстят» (1936), брат Джеймса А. Гордона, проживал в городе Антиохия, штат Техас.

### Гримлен, Джон
- Джон Гримлен (англ. John Grimlan) — (1630-1930) персонаж рассказа «Не рой мне могилу» (1932), заключил контракт с Маликом Тоусом, благодаря чему смог продлить свою жизнь до 300 лет. По истечении срока контракта, Малик Тоус явился в дом Джона Гримлена и забрал его с собой в зловещий город Котх.

### Грисвелл
- Грисвелл — турист из Новой Англии, главный герой рассказа «Голуби преисподней» (1934). Очевидец убийства Джона Брэйнера в луизианском особняке рода Блассенвилей.

### Гонзалес, Хуан
- Хуан Гонзалес (англ. Juan Gonzalez) — вымышленный испанский путешественник XVIII века, исследователь Нового Света. Оставил путевые записки, в которых приводятся его географические и этнографические наблюдения различных центральноамериканских племён. Упоминается в рассказе Роберта Говарда «Тварь на крыше» (1932).

### Горман, Бутч
Основная статья: Горман и Кирби

### Граймс, Бакнер
Основная статья: Бакнер Граймс

## Д

### Джейкоб
- Джейкоб — старый луизианский колдун вуду, персонаж рассказа «Голуби преисподней» (1934). Погиб от укуса болотной змеи.

### Джеффри, Джастин
Основная статья: Джастин Джеффри
- Джастин Джеффри (англ. Justin Geoffrey) — вымышленный американский поэт (1898—1926), автор поэм «Люди монолита» и «Из древней страны». Умер в сумасшедшем доме. Упоминается в рассказах, относящихся к «Мифам Ктулху»: «Чёрный камень» (1931), «Тварь на крыше» (1932).

### Джессел, Эйс
Основная статья: Эйс Джессел
- Эйс Джессел (англ. Ace Jessel) —

### Джоан
- Джоан — рабыня-мулатка, служанка Селии Блассенвиль, родом из Вест-Индии, персонаж рассказа «Голуби преисподней» (1934). Отомстила своей хозяйке, превратив её в зувемби.

### Джоэл
- Джоэл — персонаж рассказа «Мёртвые мстят» (1936). Пожилой фермер-негр, проживающий недалеко от ручья Завалла-Крик, штат Техас. Бывший раб крупного землевладельца полковника Генри. Застрелен в результате бытовой ссоры с техасским ковбоем Джеймсом А. Гордоном.

### Дорган, Деннис
Основная статья: Деннис Дорган

### Дорнли
- Дорнли (англ. Dornly) — вымышленный этнограф, автор книги «Мадьярский фольклор». Упоминается в рассказе «Чёрный камень» (1931).

### Достман, Отто
- Отто Достман (англ. Otto Dostmann) — вымышленный немецкий историк-археолог, автор книги «Следы исчезнувших империй» (1809 год, Берлин). Упоминается в рассказе «Чёрный камень» (1931).

## И

### Изабель
- Изабель (1850?-1877) — центральный персонаж рассказа «Мёртвые мстят» (1936). Молодая мулатка, жена фермера Джоэла, колдунья вуду. Погибла в результате бытовой ссоры от руки техасского ковбоя Джеймса А. Гордона.

## К

### Катулос
Основная статья: Катулос
- Катулос (англ. Kathulos) — известный персонаж Говарда, присутствующий в романе «Хозяин судьбы» (1929), «Голос тьмы»[3], «Не рой мне могилу» (1937). Катулос — бессмертный маг из Атлантиды. Через много тысяч лет после затопления Атлантиды, в конце 19 века саркофаг Катулоса всплыл на поверхность моря и маг пробудился. Основал тайное общество, влияющее на мировой порядок. Изначально создан вне Мифоса, позже Лавкрафт включил его в свой сеттинг, использовав в рассказе «Шепчущий во тьме» (см. Л’мур-Катулос).

### Кейн, Соломон
Основная статья: Соломон Кейн
- Соломон Кейн (англ. Solomon Kane) — английский путешественник-пуританин XVI века, Бич Божий, борец со злом. Один из наиболее значительных образов, созданных Робертом Говардом, персонаж крупного авторского цикла фантастико-приключенческих произведений. Является главным действующим лицом в следующих произведениях: «Десница судьбы» (1928)[4], «Под пологом кровавых теней» (1928), «Черепа среди звёзд" (1929), «Перестук костей» (1929), «Луна черепов» (1929), «Холмы смерти» (1930), «Ужас пирамиды» (1930), «Крылья в ночи» (1931), «Клинки братства» (1932), «Замок дьявола», «Ястреб Басти», «Дети Ашшура», «Чёрные всадники смерти», «Возвращение Соломона Кейна» (1936), «Одно чёрное пятно», «Погибший друг».

### Кетрик
Основная статья: Конрад и Кирован
- Кетрик — персонаж нескольких рассказов из цикла «Конрад и Кирован».  Спутник Таверела, представитель рода Седриков Сассекских, потомок змеелюдей. Упоминается в рассказах: «Дети ночи» (1931), «Поместье Дагон».

### Кид, Малыш
Основная статья: Малыш Кид

### Кид, Сонора
Основная статья: Сонора Кид

### Кирби, Брент
Основная статья: Горман и Кирби

### Кирован, Джон
Основная статья: Конрад и Кирован
- Джон Кирован — американский профессор, историк, антрополог, этнограф. Один из известных персонажей Говарда из цикла рассказов о Конраде и Кироване. Упоминается в рассказах: «Дети ночи» (1931), «Живущие под усыпальницами» (1931), «Повелитель кольца» (1934), «Не рой мне могилу», «Дом, окруженный дубами», «Поместье „Дагон“».

### Клемент, Джеймс
- Джеймс Клемент — вымышленный американский университетский профессор из Ричмонда. Упоминается в рассказе «Тварь на крыше» (1932).

### Клементс
Основная статья: Конрад и Кирован
- Клементс — вымышленный американский писатель, редактор поэтического журнала «The Cloven Hoof». Упоминается в рассказах: «Дети ночи» (1931).

### Клэнтон, Дикий Билл
Основная статья: Дикий Билл Клэнтон

### Конан
Основная статья: Конан
- Конан — варвар из Киммерии, наёмник, вынужденный бежать из Аргоса, король Аквилонии. Главный герой крупного цикла произведений Роберта Говарда и некоторых его последователей. Фигурирует в произведениях: «Феникс на мече» (1932), «Алая Цитадель» (1933), «Чёрный колосс» (1933), «Башня Слона» (1933), «Омут чёрных дьяволов» (1933), «Ползущая тень» (1933), «Тени в лунном свете» (1933), «Железный дьявол» (1934), «Родится ведьма» (1934), «Полный дом негодяев» (1934), «Дочь ледяного гиганта» (1934), «Королева чёрного побережья» (1934), «Люди Чёрного Круга» (1934), «Час Дракона» (1935), «Сокровища Гвалура» (1935), «За Чёрной рекой» (1935), «Тени Замбулы» (1935), «Гвозди с красными шляпками» (1936), «Хайборейская Эра» (1936), «Долина пропавших женщин», «Бог из чаши», «Чёрный чужеземец», «Барабаны Томбалку», «Бог, запятнанный кровью», «Дорога орлов», «Кинжалы Джезма», «Ястребы над Шемом», «В зале мертвецов», «Длань Нергала», «Волчий рубеж», «Рыло во тьме».

### Конрад, Джон
Основная статья: Конрад и Кирован
- Джон Конрад — американский оккультист, компаньон Кирована и О'Доннела. Один из известных персонажей Говарда из цикла рассказов о Конраде и Кироване. Упоминается в рассказах: «Дети ночи» (1931), «Живущие под усыпальницами» (1931), «Повелитель кольца» (1934), «Не рой мне могилу», «Дом, окруженный дубами», «Поместье „Дагон“».

### Костиган, Стив
Основная статья: Стив Костиган

### Ксальтотун
Основная статья: Ксальтотун

### Кулл
Основная статья: Кулл

## Л

### Ладо, Алекс
- Алекс Ладо (англ. Alexis Ladeau, также Алексис Ладю) — француз, друг и помощник фон Юнцта. Покончил жизнь самоубийством, после того, как уничтожил второй том книги «Сокровенные культы». Упоминается в рассказе «Чёрный камень» (1931).

### Ларсон
- Ларсон (англ. Larson) — вымышленный историк, автор труда «Турецкие войны». Упоминается в рассказе «Чёрный камень» (1931).

### Ле Лу
Основная статья: Ле Лу
- Волк Ле Лу (англ. Le Loup) — разбойник французского происхождения по прозвищу Волк, главарь банды грабителей. Главный герой повести «Под пологом кровавых теней» (1928). Погиб в Африке во время поединка с Соломоном Кейном.

## М

### Макгроу, Глория
- Глория Макроу (англ. Glory McGraw) — молодая сельская девушка из деревни Медвежья Речка, невеста охотника Брекинриджа Элкинса. Фигурирует в историях 1934-37 годов, вошедших в трилогию об Элкинсе — Джентльмен с Медвежьей Речки, Брут бури, Лик смерча.

### Мак-Грю
Основная статья: Бендер, Мак-Грю и Уэйл

### Де Монтур
Основная статья: Де Монтур

### Мурило
- Мурило — молодой аристократ, приближённый и предатель короля государства Замора. Фигурирует в рассказах из цикла о Конане-варваре: «Сплошь негодяи в доме» (1934).

### Морн, Бран Мак
Основная статья: Бран Мак Морн
- Бран Мак Морн (англ. Bran Mak Morn) — легендарный король пиктов (?-210), основатель Тёмной Империи. Упоминается в рассказах «Пиктского цикла» и некоторых других. Основные произведения: «Люди тени» (1926), «Короли ночи» (1930), «Черви земли» (1932).

## Н

### Набонидус
- Набонидус — верховный жрец Митры, фактический правитель государства Замора. Фигурирует в рассказах из цикла о Конане-варваре: «Сплошь негодяи в доме» (1934).

### Н'Лонга
Основная статья: Н'Лонга
- Н'Лонга (англ. N'Longa) — старый африканский колдун вуду, кровный побратим Соломона Кейна, верховный жрец Чёрного Безымянного Бога. Один из главных персонажей повестей о Кейне «Под пологом кровавых теней» (1928), «Холмы смерти» (1930), «Ястреб Басти». Также упоминается в рассказах «Ужас пирамиды» (1931) и других. После событий рассказа «Ястреб Басти», стал королём древнего народа Кабасти с островов Ра.

### Нумедидес
- Нумидидес — свергнутый король Аквилонии. Фигурирует в рассказах из цикла о Конане-варваре: «Алая Цитадель» (1932).

## О

### О’Брайен, Турлоф Даб
Основная статья: Турлоф Дабх О'Брайен
- Турлоф Даб О’Брайен (англ. Turlogh Dubh O'Brien, ирл. Toirdelbach Dub Ua Briain) — кельтский воин 11 века. Персонаж серии рассказов Роберта Говарда, также называемый Чёрным Турлофом. Встречается в рассказах: «Чёрный человек» (1931), «Куда ушёл серый бог» (1931), «Боги Бал-Сагота» (1931), «Дети ночи» (1931), «Бракан-кельт», «Каирн на мысу» (1933), «След гунна», «Копья Клонтарфа».

### О'Доннел, Джон
Основная статья: Конрад и Кирован
- Джон О’Доннел (англ. John O'Donnel) — американец ирландского происхождения, персонаж нескольких рассказов из цикла «Конрад и Кирован», третий компаньон Конрада и Кирована, участвующий в их мистических приключениях. Встречается в рассказах «Дети ночи» (1931), «Повелитель кольца» (1932), «Обитающие под гробницами» (1932).

### О'Доннел, Кирби
Основная статья: Кирби О'Доннел

## П

### Пелиас
- Пелиас — чернокнижник, враг котхского чародея Тзота-Ланти. Фигурирует в рассказах из цикла о Конане-варваре: «Алая Цитадель» (1932).

## Р

### Ричардс, Джо
- Джо Ричардс (1850?-1877) — персонаж рассказа «Мёртвые мстят» (1936). Ковбой из Техаса, погибший в результате несчастного случая.

## С

### Саг, Зогар
- Зогар Саг — пиктский шаман, объединивший большое количество кланов и угрожавший территориальной целостности Конайохары из цикла рассказов о Конане-варваре. Упоминается в рассказах: «По ту сторону Чёрной реки» (1935).

### Сатха
- Сатха — разумная змея Тзота-Ланти. Фигурирует в рассказах из цикла о Конане-варваре: «Алая Цитадель» (1932).

### Сингх, Лал
Основная статья: Сингх Лал (Говард)

### Старк, Джон
- Джон Старк (англ. John Stark) — оккультный исследователь из США, главный герой рассказа «Ночной похититель» (1932). Погиб в результате нападения неизвестного существа, вызванного Старком из Пустоты, с помощью оккультных техник, описанных в соответствующей главе книги фон Юнцта «Unaussprechlichen Kulten».

### Страбонус
- Страбонус — король государства Котх. Фигурирует в рассказах из цикла о Конане-варваре: «Алая Цитадель» (1932).

### Стрэнг, Майкл
- Майкл Стрэнг (англ. Michael Strang) — молодой американец, главный герой рассказа «Ночной похититель» (1932).

## Т

### Таверел, Джон
Основная статья: Конрад и Кирован
- Таверел — второстепенный персонаж нескольких рассказов из цикла «Конрад и Кирован». Упоминается в рассказах: «Дети ночи» (1931), «Поместье Дагон».

### Таврел, Хелен
- Хелен Таврел (англ. Helen Tavrel) — женщина-пират, фигурирующая в рассказе «Остров смерти». Капитан корабля, предводительница карибских пиратов.

### Тассмэн
- Тассмэн — английский частный исследователь начала 20 века, коллекционер, кладоискатель. Главный персонаж рассказа «Тварь на крыше» (1932). Погиб в результате нападения древнего юкатанского божества.

### Тзота-Ланти
- Тзота-Ланти — волшебник, подлинный владыка государства Котх. Фигурирует в нескольких рассказах из цикла о Конане-варваре: «Алая Цитадель» (1932).

### Тот Амон
Основная статья: Тот Амон

### Тоус, Малик
- Малик Тоус — монгольский демон смерти. Джон Гримлен из рассказа «Не рой мне могилу» (1932) заключил контракт с Маликом Тоусом, благодаря чему смог продлить свою жизнь. По истечении срока контракта, Малик Тоус забрал Джона Гримлена в зловещий город Котх.

### Тулса Дум
Основная статья: Тулса Дум

### Тхак
- Тхак — получеловек-полуобезьяна, слуга и телохранитель заморийского жреца Набонидуса. Фигурирует в рассказах из цикла о Конане-варваре: «Сплошь негодяи в доме» (1934).

## У

### Уэстфолл, Дайк
- Джо Ричардс — упоминаемый персонаж рассказа «Мёртвые мстят» (1936). Сестра Джо Ричардса, проживающая недалеко от города Сэгин, штат Техас.

### Уэйл
Основная статья: Бендер, Мак-Грю и Уэйл

## Ф

### Фитцджеффри, Кормак
Основная статья: Кормак Фитцджеффри

## Х

### Хармер, Стефан
- Стефан Хармер (англ. Stephen Harmer) — английский моряк, помощник капитана. Главный герой рассказа «Остров смерти». Потерпел кораблекрушение в районе Карибского моря, высадился на необитаемом острове.

### Харрисон, Стив
Основная статья: Стив Харрисон (Говард)

## Ш

### Шатильон, Агнес Де
Основная статья: Агнес Де Шатильон

## Э

### Эллисон, Джеймс
Основная статья: Джеймс Эллисон (Говард)

### Элкинс, Брекинридж
Основная статья: Брекинридж Элкинс
- Брекинридж Элкинс — незадачливый ковбой и охотник, отличающийся необыкновенной физической силой, выносливостью и наивностью, благодаря чему попадает во всевозможные жизненные коллизии. Родом он из Медвежьей Речки — небольшой деревни охотников в гористом округе Гумбольдта штата Невада, где проживает вместе со своей роднёй. Элкинс меткий стрелок, но предпочитает использовать физическую силу. В своих похождениях ему приходится противостоять многочисленным группам вооруженных людей и легко выходить из этих стычек победителем. При этом его противники, как правило остаются в живых, отделываясь сравнительно небольшими увечьями. Главный герой рассказов, вошедших в сборники «Джентльмен с Медвежьей Речки» (1937), «Брат бури» (1966) и «Лик смерча» (1979).

### Элкинс, Гризли
Основная статья: Гризли Элкинс

### Элстон, Джон
- Джон Элстон — персонаж рассказа «Мёртвые мстят» (1936). Старший ковбой, приказчик, руководитель группы техасских перегонщиков скота.

### Эль-Борак
Основная статья: Эль-Борак

### Эрлик-хан
Основная статья: Эрлик-хан (Говард)

### Эш, Марджори
- Марджори Эш (англ. Marjory Ash) — молодая американская девушка, второстепенный персонаж рассказа «Ночной похититель» (1932).

## Ю

### Юнцт, Фридрих Вильгельм фон
Основная статья: Фридрих Вильгельм фон Юнтц
- Фридрих Вильгельм фон Юнтц (нем. Friedrich Wilhelm Von Junzt) — немецкий исследователь оккультизма (1795-1840), автор книги «Unaussprechlichen Kulten» (Сокровенные культы). Встречается в произведениях, входящих в межавторский цикл «Мифы Ктулху». Также упоминается в ряде рассказов Говарда Лавкрафта. Основные произведения: «Дети ночи» (1931), «Чёрный камень» (1931), «Тварь на крыше» (1932), «Эксперимент Джона Старка» (1932).